# Józef Kowal-Lipiński
Józef Kowal-Lipiński (ur. 1901, zm. ?) – polski faszystowski oraz narodowo-socjalistyczny działacz polityczny. Założyciel, ideolog oraz przywódca Radykalnego Ruchu Uzdrowienia (zwanego też jako Narodowo-Radykalny Ruch Uzdrowienia).

## Życiorys
Pochodził z ubogiej śląskiej rodziny, jego ojciec był działaczem narodowym. Józef Kowal-Lipiński w późniejszym czasie pracował w kopalniach Matylda oraz Pokój, później w wydawnictwie „Katolik” w Bytomiu. W Poznaniu ukończył kurs prawniczo-sądowy i pracował jako urzędnik sądowy oraz sekretarz urzędu okręgowego odpowiedzialny za referat policji politycznej. Założył również księgarnię polską. W 1925 źródłem jego utrzymania był prowadzony sklep tytoniowy i biuro prawniczo-handlowe, które przetrwało do 1933.
Już w czasie swojej młodości wstąpił do Polskiej Organizacji Wojskowej, a potem do Wojska Polskiego. Działał w Polskim Komisariacie Plebiscytowym, brał udział w III powstaniu śląskim, w latach 1919–1927 był aktywnym działaczem Polskiej Partii Socjalistycznej, potem sanacji. Został prezesem koła Narodowo-Chrześcijańskiego Zjednoczenia Pracy w Lipinach. Ponadto należał do Związku Powstańców Śląskich, Związku Strzeleckiego, Związku Obrony Kresów Zachodnich, a także do wolnomularskiej Wielkiej Loży Rycerzy Ducha w Królewskiej Hucie.
15 sierpnia 1933 Józek Kowal-Lipiński założył Radykalny Ruch Uzdrowienia. Partię o profilu faszystowskim oraz narodowo-socjalistycznym, której stał się przywódcą oraz głównym ideologiem. 21 sierpnia 1933 w Goduli odbyło się zebranie informacyjne nowej partii. W 50 tysiącach egzemplarzy została wydana odezwa RRU, autorstwa Kowala-Lipińskiego – Poznaj mój program uzdrowienia Rzeczypospolitej Polskiej. Według samego autora: „Mój światopogląd można nazwać światopoglądem uzdrowienia, i dzięki temu Ruch nasz jest bezsprzecznie najsilniejszy i najzdrowszy z wszystkich ruchów masowych”.
Partia głosiła hasła nacjonalistyczne, antysemickie, antykapitalistyczne, populistyczne i monarchistyczne. Józef Kowal-Lipiński niekiedy wprost odwoływał się do włoskiego faszyzmu i niemieckiego narodowego socjalizmu stwierdzając, że ich odpowiednikiem jest w Polsce „w znacznie udoskonalonej formie (…) nasz Radykalny Ruch Uzdrowienia”. Twierdził jednak, że idee te są odmienne, ponieważ dostosowane do „rasy słowiańskiej i polskiej duszy”. Ruch rozwijał się dynamicznie skupiając po roku działalności 5 500 członków (głównie na Śląsku, ale też w województwach łódzkim, krakowskim, poznańskim i na Pomorzu). Członkowie ugrupowania nosili mundury oraz formowali się w oddziały paramilitarne. Głównym dowódcą oraz ideologiem całej organizacji był Józef Kowal-Lipiński, który wzorując się na III Rzeszy oraz faszystowskich Włoszech, zaprowadził w RRU system wodzowski.
Na skutek szykan ze strony władz państwa 7 maja 1935 Józef Kowal-Lipiński ogłosił rozwiązanie swojego ugrupowania. Nadal jednak wydawał pismo „Front Polski Zbudzonej” i „Front Świata Pracy”, opierając się przy tym na Centralnym Związku Zawodowym Polski, który będąc pod ochroną konwencji genewskiej nie mógł zostać zakazany. Kowal balansował między prorządowością i opozycją, żądał liberalizacji życia publicznego (np. postulat demokratyzacji ordynacji wyborczej, wynikający z realnej oceny swych szans) w powiązaniu z hasłem „przełomu narodowego”.
Po przerwie od bezpośredniej działalności politycznej, Józefa Kowala-Lipińskiego wrócił do aktywności wraz z deklaracją płk. Adama Koca o utworzeniu Obozu Zjednoczenia Narodowego. Początkowo myślał o włączeniu się do OZN, ale później zdecydował się na samodzielną działalność i w sierpniu 1937 reaktywował swą organizację pod nazwą Narodowo-Radykalnego Ruchu Uzdrowienia. NRRU spotkało się jednak z niewielkim zainteresowaniem w porównaniu do swojej poprzedniczki — na 19 zebraniach zgromadziło się raptem 460 osób. Mimo to OZN liczyło na wchłonięcie NRRU, Kowal brał udział w kongresie założycielskim nowej sanacyjnej centrali związkowej (Zjednoczenie Polskich Związków Zawodowych). W kwietniu 1938 nawiązał współpracę z rozłamowcami ze Stronnictwa Narodowego — tzw. Ruchem Narodowo-Państwowym. Gazeta „Front Polski Zbudzonej” została przeniesiona do Warszawy, a na jej łamach pojawiały się m.in. nazwiska Klaudiusza Hrabyka, Zdzisława Stahla, Zygmunta Wojciechowskiego czy Mieczysława Piszczykowskiego. W 1938 wystartował w barwach NRRU w wyborach parlamentarnych w okręgu pszczyńskim i rybnickim, otrzymując tylko jeden głos.